# Creuse (Somme)
Pour les articles homonymes, voir Creuse.
Creuse est une commune française située dans le département de la Somme, en région Hauts-de-France.

## Géographie

### Localisation
Creuse est un village picard de l'Amiénois.
À vol d'oiseau, la localité est située à 10 km au sud d'Ailly-sur-Somme, 11 km au sud-ouest d'Amiens, 38 km au sud-est d'Abbeville et à 45 km de Beauvais.
Le territoire de la commune est limitrophe de ceux de cinq communes.  
Les communes limitrophes sont  Bacouel-sur-Selle, Clairy-Saulchoix, Namps-Maisnil, Revelles et Vers-sur-Selle.

### Hydrographie
La commune est située dans le bassin Artois-Picardie. Elle n'est drainée par aucun cours d'eau.

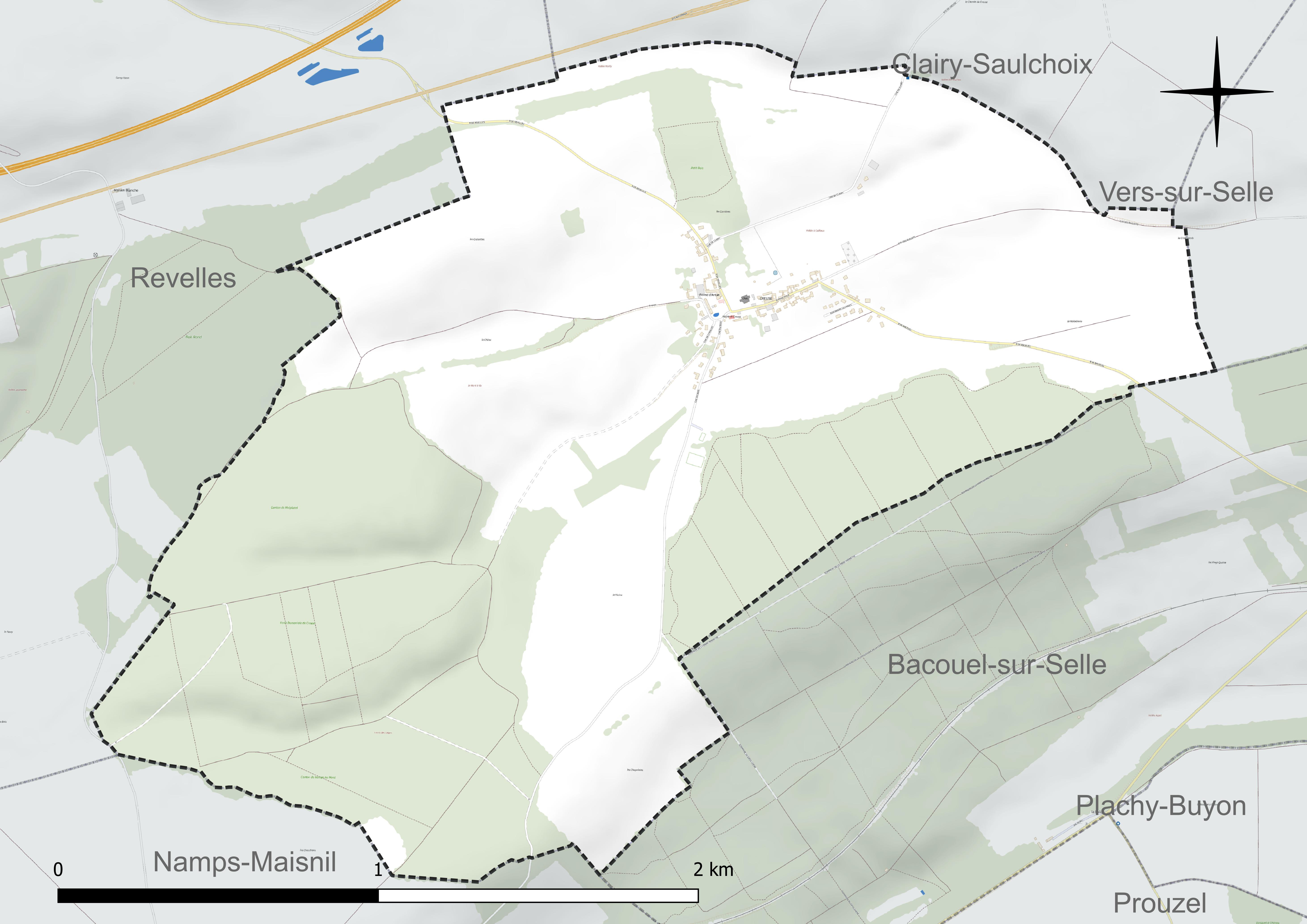
Réseau hydrographique de Creuse.

### Climat
Pour des articles plus généraux, voir Climat des Hauts-de-France et Climat de la Somme.
En 2010, le climat de la commune est de type climat océanique dégradé des plaines du Centre et du Nord, selon une étude du CNRS s'appuyant sur une série de données couvrant la période 1971-2000. En 2020, Météo-France publie une typologie des climats de la France métropolitaine dans laquelle la commune est exposée à un climat océanique et est dans une zone de transition entre les régions climatiques « Nord-est du bassin Parisien » et « Côtes de la Manche orientale ».
Pour la période 1971-2000, la température annuelle moyenne est de 10,3 °C, avec une amplitude thermique annuelle de 14,1 °C. Le cumul annuel moyen de précipitations est de 710 mm, avec 12 jours de précipitations en janvier et 8,3 jours en juillet. Pour la période 1991-2020, la température moyenne annuelle observée sur la station météorologique la plus proche, située sur la commune de Glisy à 17 km à vol d'oiseau, est de 11,1 °C et le cumul annuel moyen de précipitations est de 646,6 mm,. Pour l'avenir, les paramètres climatiques de la commune estimés pour 2050 selon différents scénarios d'émission de gaz à effet de serre sont consultables sur un site dédié publié par Météo-France en novembre 2022.

## Urbanisme

### Typologie
Au 1er janvier 2024, Creuse est catégorisée commune rurale à habitat dispersé, selon la nouvelle grille communale de densité à sept niveaux définie par l'Insee en 2022.
Elle est située hors unité urbaine. Par ailleurs la commune fait partie de l'aire d'attraction d'Amiens, dont elle est une commune de la couronne,. Cette aire, qui regroupe 369 communes, est catégorisée dans les aires de 200 000 à moins de 700 000 habitants,.

### Occupation des sols
L'occupation des sols de la commune, telle qu'elle ressort de la base de données européenne d'occupation biophysique des sols Corine Land Cover (CLC), est marquée par l'importance des territoires agricoles (60,9 % en 2018), une proportion identique à celle de 1990 (60,9 %). La répartition détaillée en 2018 est la suivante : 
terres arables (55,6 %), forêts (39,1 %), zones agricoles hétérogènes (5,4 %). L'évolution de l'occupation des sols de la commune et de ses infrastructures peut être observée sur les différentes représentations cartographiques du territoire : la carte de Cassini (XVIIIe siècle), la carte d'état-major (1820-1866) et les cartes ou photos aériennes de l'IGN pour la période actuelle (1950 à aujourd'hui).

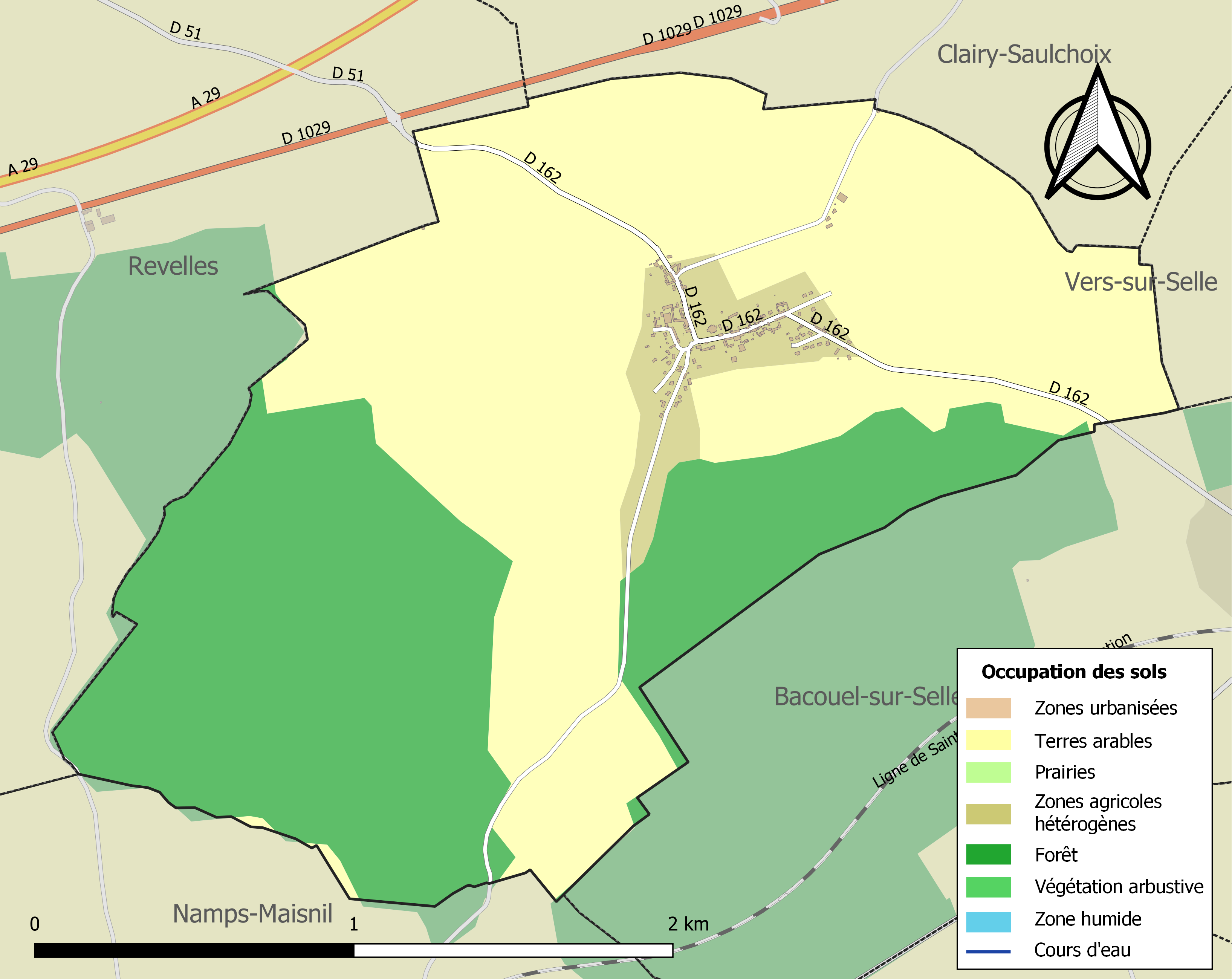
Carte des infrastructures et de l'occupation des sols de la commune en 2018 (CLC).

## Histoire
Des poteries romaines ont été découvertes dans le village.
Hugues de Creuse se marie avec Arégonde de Bacouël en 673.
En 1391, le chapitre de la cathédrale d'Amiens fait l'acquisition du village et détient alors la seigneurie de fait .
La Première Guerre mondiale ne coûte la vie à aucun habitant de Creuse. La commune est donc dépourvue de monument aux morts.

## Politique et administration

### Rattachements administratifs et électoraux
Rattachements administratifs
La commune se trouve dans l'arrondissement d'Amiens du département de la Somme.
Elle faisait partie depuis 1801 du canton de Molliens-Dreuil. Dans le cadre du redécoupage cantonal de 2014 en France, cette circonscription administrative territoriale a disparu, et le canton n'est plus qu'une circonscription électorale.
Rattachements électoraux
Pour les élections départementales, la commune fait partie depuis 2014 du canton d'Ailly-sur-Somme
Pour l'élection des députés, elle fait partie de la troisième circonscription de la Somme.

### Intercommunalité
Creuse est membre de la communauté d'agglomération Amiens Métropole, un établissement public de coopération intercommunale (EPCI) à fiscalité propre créé en 2000 et auquel la commune a transféré un certain nombre de ses compétences, dans les conditions déterminées par le code général des collectivités territoriales.

### Liste des maires
| Période                                  | Période                      | Identité      | Étiquette | Qualité                        |
| ---------------------------------------- | ---------------------------- | ------------- | --------- | ------------------------------ |
| Les données manquantes sont à compléter. |                              |               |           |                                |
| 1983                                     | 2014                         | Alain Basset, |           |                                |
| 2014                                     | En cours (au 8 octobre 2020) | Éric Capron   |           | Réélu pour le mandat 2020-2026 |

## Population et société

### Démographie
L'évolution du nombre d'habitants est connue à travers les recensements de la population effectués dans la commune depuis 1793. Pour les communes de moins de 10 000 habitants, une enquête de recensement portant sur toute la population est réalisée tous les cinq ans, les populations de référence des années intermédiaires étant quant à elles estimées par interpolation ou extrapolation. Pour la commune, le premier recensement exhaustif entrant dans le cadre du nouveau dispositif a été réalisé en 2004.

En 2022, la commune comptait 193 habitants, en évolution de +2,66 % par rapport à 2016 (Somme : −1,26 %, France hors Mayotte : +2,11 %).
| 1793 | 1800 | 1806 | 1821 | 1831 | 1836 | 1841 | 1846 | 1851 |
| ---- | ---- | ---- | ---- | ---- | ---- | ---- | ---- | ---- |
| 173  | 130  | 162  | 186  | 196  | 203  | 186  | 180  | 191  |

| 1856 | 1861 | 1866 | 1872 | 1876 | 1881 | 1886 | 1891 | 1896 |
| ---- | ---- | ---- | ---- | ---- | ---- | ---- | ---- | ---- |
| 186  | 171  | 144  | 154  | 144  | 138  | 144  | 120  | 117  |

| 1901 | 1906 | 1911 | 1921 | 1926 | 1931 | 1936 | 1946 | 1954 |
| ---- | ---- | ---- | ---- | ---- | ---- | ---- | ---- | ---- |
| 105  | 93   | 87   | 111  | 108  | 112  | 93   | 86   | 86   |

| 1962 | 1968 | 1975 | 1982 | 1990 | 1999 | 2004 | 2006 | 2009 |
| ---- | ---- | ---- | ---- | ---- | ---- | ---- | ---- | ---- |
| 56   | 51   | 61   | 132  | 210  | 193  | 209  | 207  | 192  |

| 2014 | 2019 | 2022 | - | - | - | - | - | - |
| ---- | ---- | ---- | - | - | - | - | - | - |
| 192  | 193  | 193  | - | - | - | - | - | - |

### Enseignement
La commune ne dispose plus d'école primaire. Les enfants se rendent à Saleux.

### Manifestations culturelles et festivités
- Le festival de musique de chambre Musique au bois est organisé dans la commune en août par l'association Les enfants de Monsieur Croche  depuis 2010[26] ;
- Fête de la moisson, à la Ferme d'Antan[27] ;
- Fête du pain du cidre et du boudin, en octobre à la Ferme d'Antan[28].

## Économie
Hormis l'activité agricole, Creuse ne dispose guère d'activité locale liée à l'économie.

## Culture locale et patrimoine

### Lieux et monuments
- Église Saint-Martin.

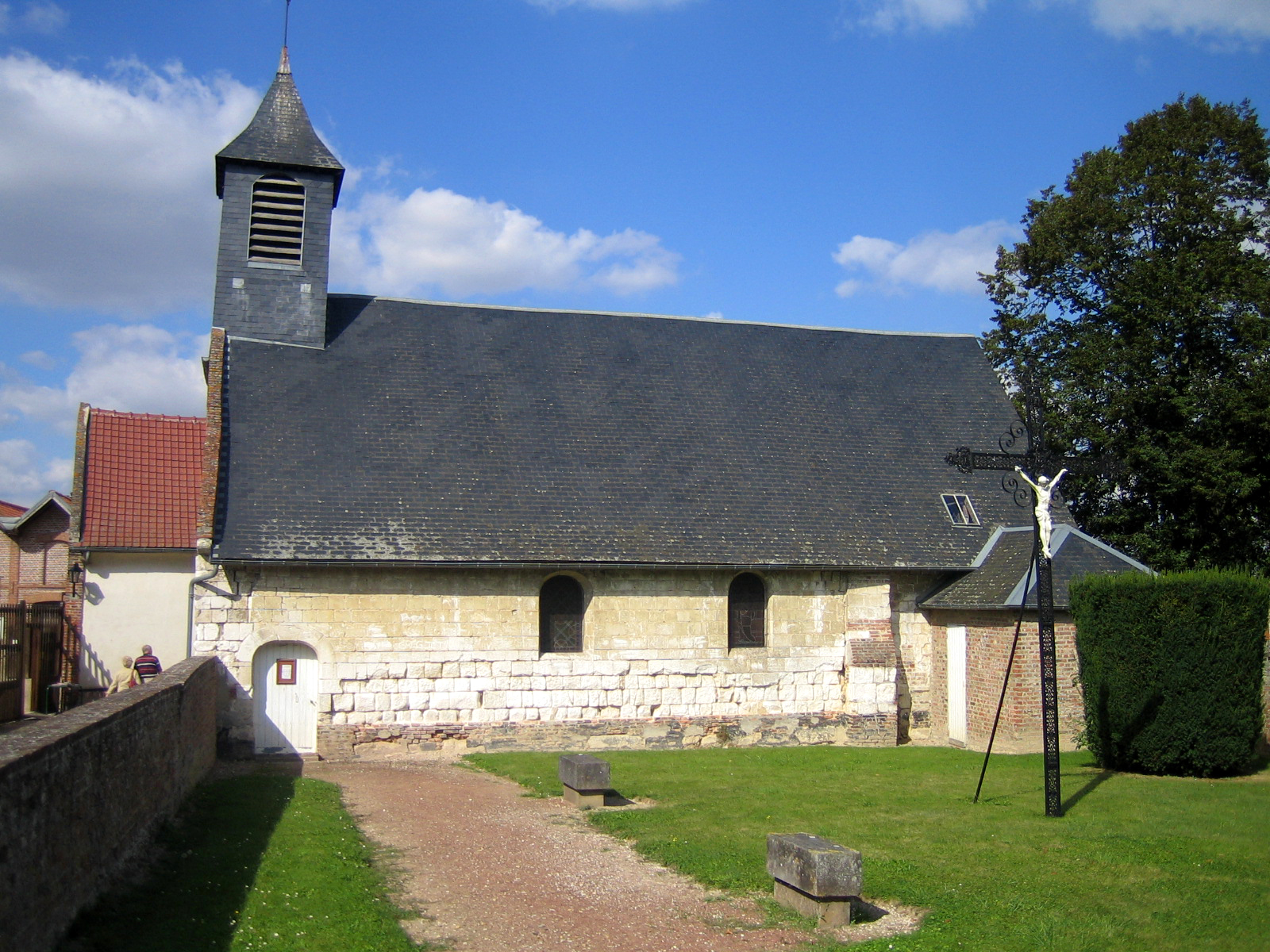
L'église.

- Château de Creuse. Bâti en pierre blanche au XVIIIe siècle, il est inscrit aux monuments historiques[29].

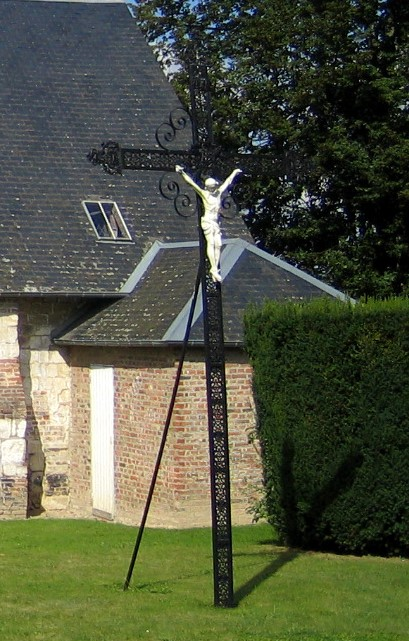
Le calvaire, près de l'église.

- La ferme d'antan, installée dans la ferme du château. C'est un véritable musée vivant de l'agriculture, géré par une association[30].

### Personnalités liées à la commune
- Pierre Duquet (pcd)(1918-1998), instituteur du village adepte de la pédagogie Freinet, écrivain picardisant.
- Augustin Joseph Caron, lieutenant-colonel sous l'Empire, né le 20 octobre 1774 à Creuse, mort à Finckmatt (Alsace) le 1er octobre 1822[réf. nécessaire].